# Keith Maillard
Keith Maillard (Wheeling, Virginia Occidental, 28 de febrero de 1942) es un novelista, poeta y profesor de escritura creativa canadiense-estadounidense en la Universidad de Columbia Británica. Se mudó a Canadá en 1970 debido a su oposición a la guerra de Vietnam y se convirtió en ciudadano canadiense en 1976.

## Vida personal
Maillard tiene raíces francesas, canadienses y estadounidenses. Sus bisabuelos hugonotes emigraron a Montreal desde Lyon, Francia, a principios de la década de 1880. Su abuelo Maillard y sus dos tíos nacidos en Montreal continuaron la tradición familiar de soplado de vidrio, trabajando para Dominion Glass en Montreal y en Redcliff, Alberta.
Los padres de Maillard se divorciaron cuando él era un bebé y nunca conoció a su padre. Su padre, Eugene C. Maillard, ignoró el trabajo de soplado de vidrio y se formó como dibujante, lo que le llevó a trabajar en la planta nuclear deHanford Site en Richland, Washington durante veinticinco años. La familia materna de Maillard se estableció en el valle del río Ohio a finales del siglo XVIII. Maillard se inspira mucho en su historia familiar para escribir ficción histórica. Describe el proceso de la ficción de su infancia en su ensayo de 2011, «Kilroy: A Writer's Childhood».
Keith Maillard está casado, tiene dos hijas y vive en West Vancouver. Su suegra es la novelista canadiense Rohan O'Grady.
Maillard es de género no binario y utiliza pronombres masculinos.

## Trayectoria

### Década de 1960
Maillard abandonó su Virginia Occidental natal y se mudó a Boston en 1965, donde vivió durante cinco años. Apoyó el movimiento en contra de la guerra de Vietnam de 1968 a 1970 y contribuyó con numerosos artículos para la radio y periódicos clandestinos de Boston. En 1970, desilusionado tras la masacre de Kent State, decidió emigrar a Canadá. No cumplía las condiciones para ser reclutado para el ejército y estaba absolutamente en contra de la guerra.

### Década de 1970
A principios de la década de 1970, Maillard trabajó como autónomo para CBC Radio, contribuyendo con artículos para This Country in the Morning, Five Nights y Our Native Land. También trabajo para periódicos y publicaciones periódicas, entre ellas Fusion, Body Politic, Malahat Review, Books in Canada, y Canadian Literature. Formó parte de la Unión de Escritores de Canadá, sirvió en el Consejo Nacional durante dos años, y fue cofundador de la Federación de Escritores de BC. Maillard estudió música en el Colegio Universitario de Vancouver, aprendió a tocar la gaita irlandesa, enseñó flauta dulce y los rudimentos de la música para el Consejo Escolar de Vancouver y el Colegio Universitario de Vancouver, y tocó el bajo en la primera banda formada por Ferrón, un cantautor de Vancouver. A finales de la década de 1970, Maillard impartió talleres de escritura en el centro literario de Vancouver, The Literary Storefront, y participó en varias lecturas y otros eventos del mismo. En 1979, Maillard entrevistó al novelista canadiense Howard O'Hagan, quien le explicó su proceso de escritura. La entrevista se estrenó en un capítulo de Silence Made Visible: Howard O'Hagan and Tay John (1992), de Margery Fee.
Maillard publicó su primera novela en 1976, Two Strand River, publicada por Press Porcépic de Dave Godfrey. Muchos críticos se sintieron confundidos por esta novela, con protagonistas de género cruzado y eventos extraños, pero Two Strand River no tardó en adquirir seguidores de culto y llegar a ser considerada un clásico del realismo mágico canadiense, y ha sido reimpresa dos veces más.

### Década de 1980
Alex Driving South fue la segunda novela publicada de Maillard aunque en realidad es la primera que escribió. El libro fue rechazado por 26 editoriales y pasó por 8 reescrituras importantes antes de publicarse en 1980. En este descarnado cuento naturalista, Maillard presentó por primera vez la ciudad ficticia de Raysburg, Virginia Occidental, donde se desarrollan la mayoría de sus novelas. En 1981 le siguió The Knife in My Hands, influenciada por el escritor estadounidense Jack Kerouac, y su secuela, Cutting Through, en 1982. Luego, con un quinto libro a medio terminar, Maillard sufrió un episodio de bloqueo del escritor.
De 1985 a 1988, Maillard hizo uso de sus habilidades en la escritura para diseñar cursos universitarios y de educación para adultos para la Open Learning Agency y, de 1986 a 1989, trabajó en su guion, Two Strand River, en la taller Praxis Film Development de Patricia Gruben (Universidad Simon Fraser).
La quinta novela de Maillard, Motet, publicada en 1989, ganó el Premio de Ficción Ethel Wilson. El crítico David Homel aseguró a los lectores que a pesar del misterio coral holandés del siglo XVI de la novela y su ambientación en Vancouver, «el poder y la locura propios de Estados Unidos siguen viviendo en el corazón de la creatividad de Maillard».
Tras haber sido profesor ocasional tanto en la Universidad de Columbia Británica (UBC) como en la Universidad Simon Fraser, Maillard fue elegido en 1989 para un puesto docente regular en el Departamento de Escritura Creativa de la UBC, donde ha dado clases de todos los géneros excepto escritura escénica. Trabajó además como editor asesor de PRISM international, una revista de Vancouver, durante 10 años.

### Década de 1990
Mientras estaba en la UBC, Maillard comenzó lo que considera su trabajo más adulto: la que se conoce como la «Serie Raysburg». Denominada «una pequeña obra maestra» por Georgia Straight, Light in the Company of Women se publicó en 1993 y quedó en segundo lugar del Premio de Ficción Ethel Wilson. Le siguió en 1995 Hazard Zones, que fue incluida en la lista de Toronto Star de los mejores libros canadienses de ese año y fue preseleccionada para el Premio de Escritores de la Commonwealth.
Gloria (1999), novela de Maillard, fue bien recibida en Canadá, preseleccionada para el Premio Literario de Ficción del Gobernador General, y atrajo atención nacional en los Estados Unidos.
Maillard también volvió a su primer amor, la poesía, y publicó Dementia Americana, que ganó el Premio Gerald Lampert al mejor primer libro de poesía publicado en Canadá. Se interesó por el resurgimiento de la poesía formal en América del Norte y habló de ello en su ensayo más citado, «The New Formalism and the Return of Prosody».

### Años 2000
El último libro de la «Serie Raysburg», The Clarinet Polka (2002), fue bien recibido en los Estados Unidos, particularmente por la comunidad polaca-estadounidense. Recibió críticas destacadas de Library Journal, Publishers Weekly, Booklist y Kirkus Reviews, y fue incluido en la lista Booklist 's Editors' Choice '03. Ganó el Premio de Artes Creativas de la Asociación Histórica Polaco-Americana y atrajo la atención de académicos en Polonia.
Maillard fue uno de los 35 escritores presentes en el mapa literario de Virginia Occidental en 2004 y ese año fue incluido en el Salón de la Fama de Wheeling, Virginia Occidental.
En 2004, Maillard volvió a revisitar el Bildungsroman, género que exploró por primera vez en The Knife in My Hands y Cutting Through y el resultado fue Difficulty at the Beginning, que fue publicado en cuatro volúmenes entre septiembre de 2005 y septiembre de 2006. El The Globe and Mail de Toronto seleccionó Difficulty at the Beginning como uno de los mejores libros de 2006, calificándolo de «una obra de terrible belleza y gracia, una obra maestra a la altura de las mejores novelas del siglo pasado». El crítico Richard Helm lo describe como la «obra maestra de Maillard y la piedra angular de una carrera literaria que ha pasado demasiado desapercibida por el radar canadiense». Caracteriza a Maillard como «probablemente el novelista canadiense más famoso del que nunca hayas oído hablar».
En 2006, con once de sus catorce títulos nominados o ganadores de premios literarios, Maillard ganó el Premio Dorothy Somerset de la UBC a la excelencia en las artes creativas.

### Década de 2010
Quill &amp; Quire, en la edición de su 80 aniversario de 2015, incluyó a Maillard como uno de los «talentos destacables de la literatura canadiense» junto a otros autores en contra de la guerra de Vietnam nacidos en Estados Unidos, como Philip Marchand, Jack Todd, Judith Merrill, Mark Frutkin y William Gibson.
En su novela Twin Studies (2018), ambientada en Vancouver, Medicine Hat y Los Ángeles, Maillard retoma el tema de la fluidez de género que exploró por primera vez en Two Strand River en 1976. iBooks de Apple escribió una reseña de la novela y la describió como «una exploración fascinante de la riqueza, la clase y la fluidez de género. El equivalente a una versión canadiense del siglo XXI de las novelas victorianas de Dickens». Steven Beattie, en la edición de septiembre de 2018 de Quill & Quire, señala que los temas que trata Maillard nacen de su propia experiencia. «Cuando el autor comenzó a publicar, el lenguaje para describir enfoques de género fluido no existía». Como dijo el propio Maillard en su entrevista con Beattie: «No puedes aplicarte un término a ti mismo a menos que esté culturalmente disponible. Ahora me denominaría una persona no binaria».
El Vancouver Sun resumió Twin Studies como «una de esas obras poco comunes: una historia que aborda cuestiones intelectuales difíciles sin abandonar nunca el deber principal del novelista: crear una narrativa convincente». La novela de Maillard desafía la idea de familias nucleares aisladas y visualiza lo que según él es «una familia fluida más grande en la que las personas se unen por otras razones. Creo que es esencial que empecemos a replantearnos la familia, que pensemos de forma diferente en las conexiones que compartimos entre nosotros».
Twin Studies ganó el Premio Alberta al Libro del Año de la Asociación de Editores de Libros de Alberta y fue preseleccionado para el Premio Relit. En una entrevista con Quentin Mills-Fenn de Prairie books Now, Maillard explicó que su libro explora «el impacto de las experiencias traumáticas» y que cree firmemente que «los médicos y terapeutas que trabajan con niños y adolescentes nos están diciendo que si los padres, y a ser posible, la cultura en la que son criados adoptan un enfoque de afirmación de género, esto contribuiría a que los niños crezcan sanos y felices».
El primer libro de no ficción de Maillard, Fatherless: A Memoir (2019), narra la vida del misterioso padre que nunca conoció y gozó de una buena acogida en Canadá. Alicia Elliott, columnista de CBC Arts, autora y editora creativa de no ficción, escribió que las memorias de Maillard «nos ofrecen un modelo no sólo de autoconciencia y honestidad, sino de algo también importante, la curación». Appalachian Review elogia Fatherless como «un libro en ocasiones desgarrador, a menudo alegre y siempre honesto», y señala que «Maillard logra analizar los aspectos más ásperos de su historia familiar con la dura verdad sin suplicar la simpatía del lector».

### Década de 2020
El autor y académico Daniel Heath Justice elogia el segundo libro de no ficción de Maillard, The Bridge: Writing Across the Binary (2021). «A través de fragmentos constelados de memoria, momentos clave de los Estados Unidos del siglo XX y el desarrollo de una vida literaria aclamada» escribe Justice, «The Bridge es la memoria directa y profundamente conmovedora de un escritor no binario que recupera su identidad una vez alcanzada la mayoría de edad». Calificando a Keith Maillard como «uno de los mejores novelistas que escriben en inglés de Canadá hoy en día», The Vancouver Sun escribe que «Maillard entiende su vida a través de la lentes de una lucha permanente por conocer y aceptar su propia identidad a partir del ingenuo binarismo masculino/femenino». Rachel Giese, autora de Boys: What It Means to Become a Man, considera The Bridge de Maillard como «una valiosa aportación a la literatura sobre las vidas y las historias de las personas trans y no binarias». La crítica Margaret Goldik cuenta a sus lectores que Maillard «comparte con impresionante honestidad no sólo su trayectoria como escritor, sino también su camino personal hacia la comprensión de su disforia de género».
La decimoquinta novela de Maillard, In the Defense of Liberty (2023), «capta de manera experta el espíritu de mediados de la década de 1960 y explora tramas de género y sexualidad, al mismo tiempo que muestra un reflejo de las raíces de la polarización estadounidense moderna». El crítico Thomas McLeod escribe que «gran parte del libro se centra en preguntas sobre cómo la gente interpreta la historia, tanto dentro de su propio entorno universitario como en el intenso clima político de la era de los derechos civiles. Aunque Maillard no es historiador, nos brinda paralelismos entre el pasado y el presente y afirma que las narrativas históricas que cuenta cada personaje son inherentemente políticas». El periodista Tom Sandborn, que ha seguido la carrera literaria de Maillard durante más de treinta años, apunta que Liberty «continúa y profundiza en la reflexión sobre la masculinidad estadounidense y la insatisfacción con la misma que han formado gran parte del trabajo de Maillard». Sandborn postula que Maillard podría tener «todo el derecho a ser la verdadera voz de Estados Unidos en los años sesenta». La autora Lenore Rountree cuenta que «In the Defense of Liberty no sólo no está ligada a su época, sino que es un excelente ejemplo de una visión contemporánea desde una perspectiva histórica: las semillas que sembramos entonces son las semillas que seguimos sembrando ahora».
En una entrevista con Massy Books, Maillard enfatiza que «la libertad que persiguen mis personajes es la libertad de ser ellos mismos, de ser de forma completa y auténtica quienes ya son». Cuando se le pregunta qué le gustaría que los lectores se llevaran de su novela, responde: «In the Defense of Liberty se publica en un momento en el que las personas LGBTQ2S+ están siendo atacadas de manera coordinada y cruel… Para las personas con una opinión convervadora, parece esencial adoptar una postura anti-LGBT, y esto se aplica tanto a Canadá como a Estados Unidos. Quiero que In the Defense of Liberty les diga a esos fascistas: no, de eso nada».
Maillard ha sido presentado por el Consejo de Humanidades de Virginia Occidental en su celebración en línea de 2023 de autores de Virginia Occidental. Su entrevista completa con la periodista Kate Long cubre temas que van desde crecer en Virginia Occidental y establecerse en Columbia Británica hasta la escritura, la música y la historia.
Los artículos de Maillard se encuentran actualmente entre las colecciones especiales y libros raros de la Universidad de Columbia Británica. Hay disponible una lista completa de las publicaciones de Maillard en su página web.

## Premios y reconocimientos
- 1986: ganador de la Competición Praxis, Two Strand River
- 1990: ganador del Premio de Ficción Ethel Wilson, Motet
- 1994: finalista del Premio de Ficción Ethel Wilson, Light in the Company of Women
- 1995: ganador del Premio Gerald Lampert, Dementia Americana
- 1996: preseleccionado para el Premio de Escritores de la Commonwealth, Hazard Zones
- 1999: finalista Premio Literario de Ficción del Gobernador Genera, Gloria
- 2004: ganador del Premio al Mérito Literario de West Virginia
- 2004: incluido en el Salón de la Fama de Wheeling
- 2005: ganador del Premio a las Artes Creativas de la Asociación histórica polaca-estadounidense, The Clarinet Polka
- 2005: preseleccionado para el Premio de Weatherford, Running
- 2006: preseleccionado para el Premio Weatherford, Morgantown
- 2006: preseleccionado para el Premio Weatherford, Lyndon Johnston and the Majorettes
- 2006: preseleccionado para los Premios ReLit, Looking Good
- 2006: The Globe 100 Running
- 2006: The Globe 100 Morgantown
- 2006: The Globe 100 Lyndon Johnson and the Majorettes
- 2006: The Globe 100 Looking Good
- 2007: ganador del Premio Dorothy Somerset a la Excelencia en las Artes Creativas
- 2018: The Globe 100 Twin Studies
- 2019: ganador del Premio Alberta al Libro del Año, Twin Studies
- 2019: preseleccionado para los Premios ReLit, Twin Studies

## Antologías
- 1985: Vancouver Fiction. David Watmough, ed., Winlaw, B.C., (Polestar Press) ISBN 978-0-919591-05-9
- 1986: Magic Realism and Canadian Literature: Essays and Stories, Proceedings of the Conference on Magic Realist Writing in Canada. University of Waterloo/Wilfrid Laurier University, May 1985; Peter and Ed Jewinski, eds. (University of Waterloo Press) ISBN 978-0-88898-065-6
- 1999: New Expansive Poetry. R.S. Gwynn, ed., Ashland, Oregón, (Story Line Press) ISBN 978-1-885266-69-9
- 2005: Wild Sweet Notes II: More Great Poetry From West Virginia. (Publishers Place) ISBN 978-0-9744785-2-4
- 2008: The Best of Canadian Poetry in English, 2008. Stephanie Bolster and Molly Peacock, eds., (Tightrope Books) ISBN 978-0-9783351-7-5
- 2008: Crossing Lines: Poets Who Came to Canada in the Vietnam War. Allan Briesmaster and Steven Michael Berzensky, eds., (Seraphim Editions) ISBN 978-0-9808879-1-4
- 2014: Naked in Academe: Celebrating Fifty Years of Creative Writing at UBC. Rhea Tregebov, ed., (McClelland & Stewart) ISBN 978-0-7710-8926-8
- 2018: Refuse: Canlit in Ruins. Hannah McGregor, Julie Rak & Erin Wunker, eds., (Book*hug) ISBN 978-1-7716643-1-8